# 71 ق هـ
71 ق هـ هي السنة الحادية والسبعون السابقة للهجرة النبوية، وهي توافق ما بين سنتي 552 و553 حسب التقويم الميلادي، أي أنها بدأت في سنة 552م وانتهت في سنة 553م.

## مواليد
- شيبة بن ربيعة العبشمي